# Гельфонд Хаїм Шимонович
Гельфонд (Гельфанд) Хаїм-Янкель Шимонович (Гельфман Хаїм-Янкель) (А. І. Літвак) (1875 або 1877, Слуцьк, Мінська область, Білорусь — 20 вересня 1932, Нью-Йорк, США) — єврейський письменник, український політичний діяч, публіцист, історик; член Української Центральної Ради від національних меншин.

## Біографія
Народився в 1875 році в місті Слуцьк, Мінської губернії. З 17 років брав участь в єврейських робітничих гуртках. Публікував статті в одній з найстаріших газет, що видаються з 1890 р. на їдиші єврейськими соціалістами «Arbeiter Stimme». Один з перших соціал-демократів серед євреїв у Німеччині, Польщі та Америці, один з видних діячів Бунду. Політик, публіцист, профспілковий діяч. Заарештовувався в 1896 і 1898 рр. Відбував ув'язнення у віленській політичній в'язниці, згодом був висланий до Катеринослава.
У 1900 році знову заарештований. У 1902—1905 рр. перебував на засланні в Якутську. Після повернення у 1905 році — член ЦК Бунду. Редагував у Варшаві газету Бунда. Після численних арештів в 1915 емігрував до Америки. Після лютневої революції 1917 повернувся до Росії, жив у Петербурзі та Мінську. Редагував газету «Der Wecker». З 1917 року в Україні працював в організаціях Бунду. Був делегатом Об'єднаного з'їзду РСДРП (19-26 серпня 1917) від організації Бунда Київської губернії (Фастівської і Білоцерківської організацій), з правом вирішального голосу.
Жовтневий переворот 1917 року зустрів вороже, видавав в Україні бундовську і антибільшовицьку літературу. Був членом УЦР. З 1918 року в Києві брав участь у Kultur-Lige, організації, заснованої в цілях розвитку культури на їдиш, яка «виступала не тільки в ролі культурної організації, але водночас була своєрідною міжпартійної асоціацією». Після розколу Бунду — член ЦК соціал-демократичної частини партії. Брав участь у Трудовому конгресі України, який проходив у Києві 23-28 січня 1919. У 1921 році заарештований. Емігрував до Вільно, де видавав соціал-демократичні газети, з часом у США, де залишався видним єврейським діячем. Помер у Нью-Йорку.

## Автор праць
- Мелкобуржуазный социализм на еврейской почве: (Критика «теории» сионистов-социалистов), СПб., 1906;
- Поалей сионизм: Новое течение в русском еврействе — рабочий сионизм. Критич. очерк, СПб., 1907.

## Псевдоніми
- А. Л.; Галеві; Леві; Літвак; A. L.; Гельфанд Хаїм Янкель Шльом[4]